# Grota Filipczańska Wyżnia

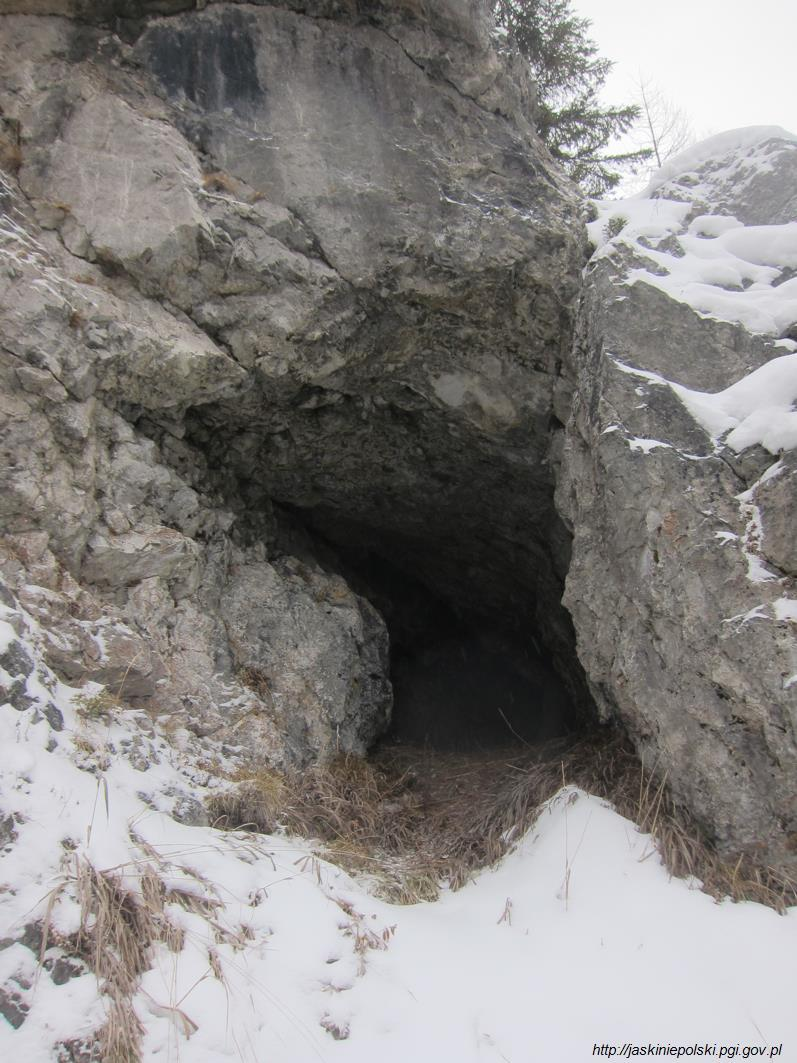
Otwór jaskini

Grota Filipczańska Wyżnia (Filipczański Schron) – jaskinia, a właściwie schronisko, w Dolinie Filipka w Tatrach Wysokich. Wejście do niej położone jest pod szczytem Filipczańskiego Wierchu, w pobliżu Jaskini Filipczańskiej Niżniej i Groty Filipczańskiej nad Mostkiem, na wysokości 1195 metrów n.p.m. Jaskinia jest pozioma, a jej długość wynosi 7 metrów.

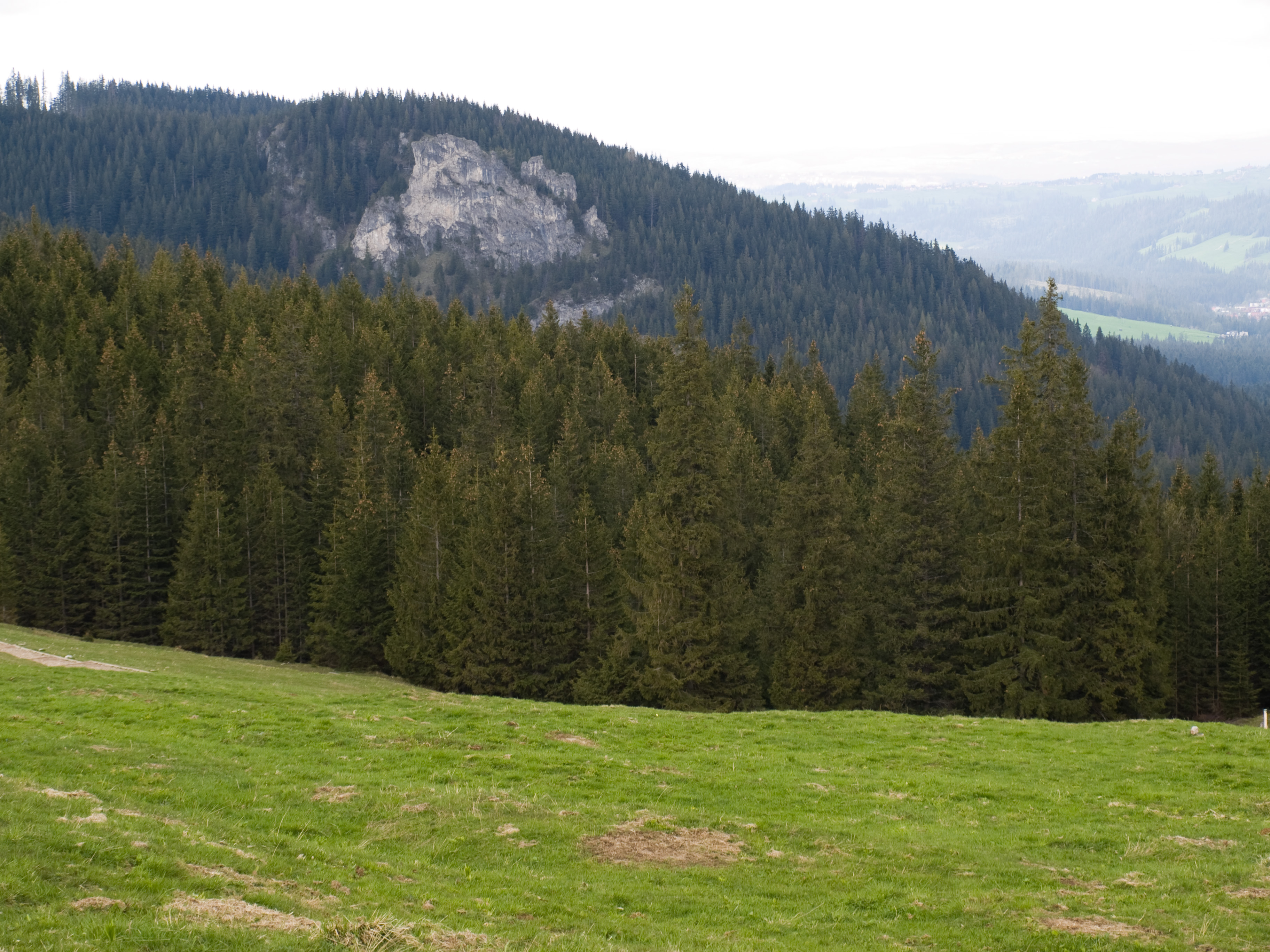
Filipczański Wierch

## Opis jaskini
Jaskinią jest poziomy, prawie prosty korytarz zaczynający się w dużym otworze wejściowym i kończący ślepo po 7 metrach.

## Przyroda
W jaskini można spotkać nacieki grzybkowe. Ściany są suche, rosną na nich porosty.

## Historia odkryć
Jaskinia była znana od dawna. Pierwszą wzmiankę o niej opublikował A. Wrzosek w 1933 roku. Plan i opis sporządzili A. Gajewska i K. Recielski w 2000 roku.